# Toastständer

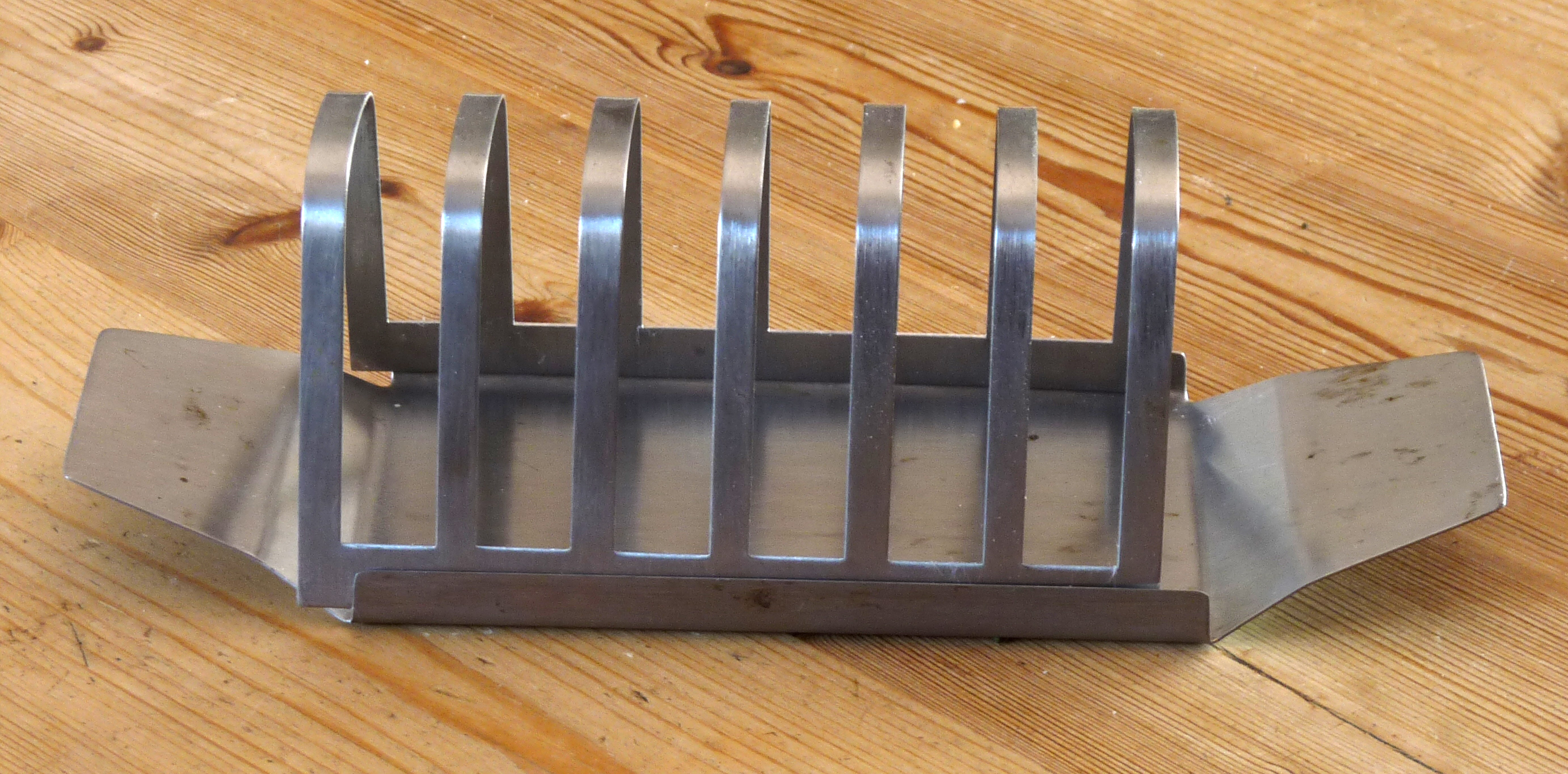
Toastständer aus Metall

Ein Toastständer ist ein Stück Essgeschirr, in dem Toastbrot-Scheiben nach dem Rösten mit einem Toaster vertikal aufbewahrt werden.

## Funktionsweise
Fertig geröstete, warme Toastscheiben ziehen beim Abkühlen Kondenswasser. Die vertikale Lagerung mit Abstand zwischen den einzelnen Scheiben verhindert, dass sich Wasser sammelt und den Toast aufweicht. Stattdessen kann Wasserdampf neben beziehungsweise zwischen den Scheiben entweichen. Der Luftzug führt allerdings auch dazu, dass die Scheiben schneller abkühlen.

## Design
Design und Form von Toastständern sind wie andere Bestandteile des Essgeschirrs Moden unterworfen, so dass verschiedene Arten entwickelt wurden. Der Toastständer besteht in der Regel aus einer Platte mit mehreren Abteilungen für die einzelnen Toastscheiben und einem Griff zum Herumreichen. Die Bodenplatte dient auch dazu, Krümel aufzufangen. Manche Modelle verfügen über Besonderheiten wie eingebaute Eierbecher oder Behälter für Marmelade.

## Geschichte
Toastständer sind seit den 1770er Jahren nachgewiesen.

## Nachweise
1. ↑  Bradbury, Frederick: History of old Sheffield plate: being an account of the origin, growth, and decay of the industry, and of the antique silver and white britannia metal trade, with chronological lists of makers' marks and numerous illustrations of specimens. Macmillan and Co., limited, 1912, S. 368–370.